# 揖斐川町立大和小学校
揖斐川町立大和小学校（いびがわちょうりつ やまとしょうがっこう）は、岐阜県揖斐郡揖斐川町にある公立小学校。

## 通学区域
- 通学区域は極楽寺、上南方、若松、房島、大光寺の一部、北方の一部であり、公立中学校の進学先は揖斐川町立北和中学校である[1]。

## 沿革
- 1873年（明治6年） - 振育学校が開校。極楽寺村、上南方村の児童が通学する。
- 1874年（明治7年） - 好逑義校から房島学校が分立。房島村、中津原村、仁坂村の児童が通学する。校舎は房島村内の寺院を使用。
- 1884年（明治17年） - 房島学校の新校舎が完成し、移転する。
- 1886年（明治19年） - 振育学校が上南方尋常小学校、房島学校が房島尋常小学校に改称する。
- 1888年（明治21年） - 房島尋常小学校が房島簡易科小学校に改称する。
- 1897年（明治30年）4月1日 - 極楽寺村、房島村、上南方村、若松村が合併し、大和村が発足。
- 1898年（明治31年） - 上南方尋常小学校と房島簡易科小学校が統合され、大和尋常小学校となる。校舎は旧・上南方尋常小学校、房島簡易科小学校を使用。
- 1901年（明治34年） - 現在地に校舎完成。
- 1918年（大正7年） - 農業補習学校を附設する。
- 1920年（大正9年） - 大和尋常高等小学校に改称する。
- 1941年（昭和16年） - 大和国民学校に改称する。
- 1947年（昭和22年） - 大和村立大和小学校に改称する。
- 1955年（昭和30年）
  - 4月1日 - 揖斐町、大和村、清水村、小島村、北方村が合併し揖斐川町が発足。同時に揖斐川町立大和小学校に改称する。
  - 5月 - 新校舎（鉄筋コンクリート造）が完成。
- 1981年（昭和56年） - 校舎を増築。
- 1986年（昭和61年） - 体育館が完成。校舎を増築。
- 2010年（平成22年） - 校舎（北舎）新築。